# 盘福路
盤福路，位於象崗山側，是中國廣州市越秀區的一條東北--西南走向的道路，位於解放北路以西，百灵路以北。長766米，寬32米。

## 歷史
盤福路，本是廣州西北面城牆。1918年，市政府拆牆基而建成。據説，當時，拆城牆修建馬路至現在的人民北路段，政府資金不足。美籍華僑伍籍磐和夫人江福貞，資助修建東面一段路，路名就取夫妻二人各一字，為該路段命名為盤福路。
亦有一説法，是取名自清朝初的小巷“盤福里”。禪宗六祖惠能，曾在廣州弘法，並種了菩提樹、起了戒壇。從此，這一帶被視為佛門福地，此處的“盤福里”因此得名。開馬路時，因該馬路位於盤福里的北側，故名“盤福北路”。至20世紀50年代初期，去掉“北”字，成盤福路。
中華人民共和國成立前，盤福路附近，曾經是“棺材一條街”。當時這裡算是廣州的近郊。當時的“方便醫院”（現廣州市第一人民醫院）、部隊醫院，和“月光公司”（廣州市最早的殯儀館），都在此處。因此，長生店及相關祭祀用品店非常興旺。然而，此景況在今日已找不到一絲痕跡。
盤福路原與人民北路相接，現被廣州市第一人民醫院佔用而不直接相連。

## 特色
盤福路南北兩段橫跨東風西路，有盤福立交和人行天橋分別供車輛、路人使用，是广州老城区南北交通的一条重要道路。
盤福路南北兩段，均有較多風味小食店和酒吧，是廣州著名的“食街”。

## 兩旁的主要建築物/機構
由南至北排列
- 廣州市第一人民醫院
- 东风西路小学
- 广州市越秀区国家档案馆（原广州市越秀区图书馆）
- 广东实验中学越秀学校
- 华茂广府文化酒店（原广州华茂中心酒店，旧称华茂大厦）
- 高劍父紀念館
- 盤福大廈

## 與之交匯道路
由南至北
- 海珠北路
- 百灵路
- 東風西路
- 解放北路

## 交通
巴士
- 盤福路站
- 市一醫院站

地鐵
- 广州地铁2号线越秀公园站

均在鄰近盤福路位置設有出口。